# Флориан Альберт (стадион)
«Флориан Альберт» — ныне не существующий футбольный стадион в Будапеште, Венгрия, более столетия был домашней ареной для клуба «Ференцварош». Был рассчитан на 18 100 мест. Ранее известен как «Стадион на Иллёйской улице» (венг. «Üllői úti stadion»), в 2007 был переименован в честь игрока клуба «Ференцварош», обладателя «Золотого мяча» Флориана Альберта.
Снесён в 2013 году. Позднее на его месте выстроен стадион «Групама Арена».

## История

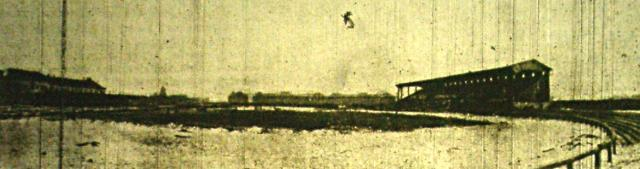
Первый стадион Ференцвароша в день открытия. Утро 12 февраля 1911 года.

### Первый стадион
Первый стадион начали возводить осенью 1910 года. 12 февраля 1911 года «Ференцварош» сыграл на нём свой первый матч Это было дерби против команды из Будапешта, «МТК», которое «Ференцварош» выиграл со счётом 2:1. В этом матче сыграли игроки: Фритц, Румбольд, Магнлитц, Вейнбер, Броди, Пайер, Сейтлер, Вейс, Кородь, Шлоссер, Борбаш. Стадион назывался «Стадион на Иллёйской улице» и вмещал 40 000 зрителей.

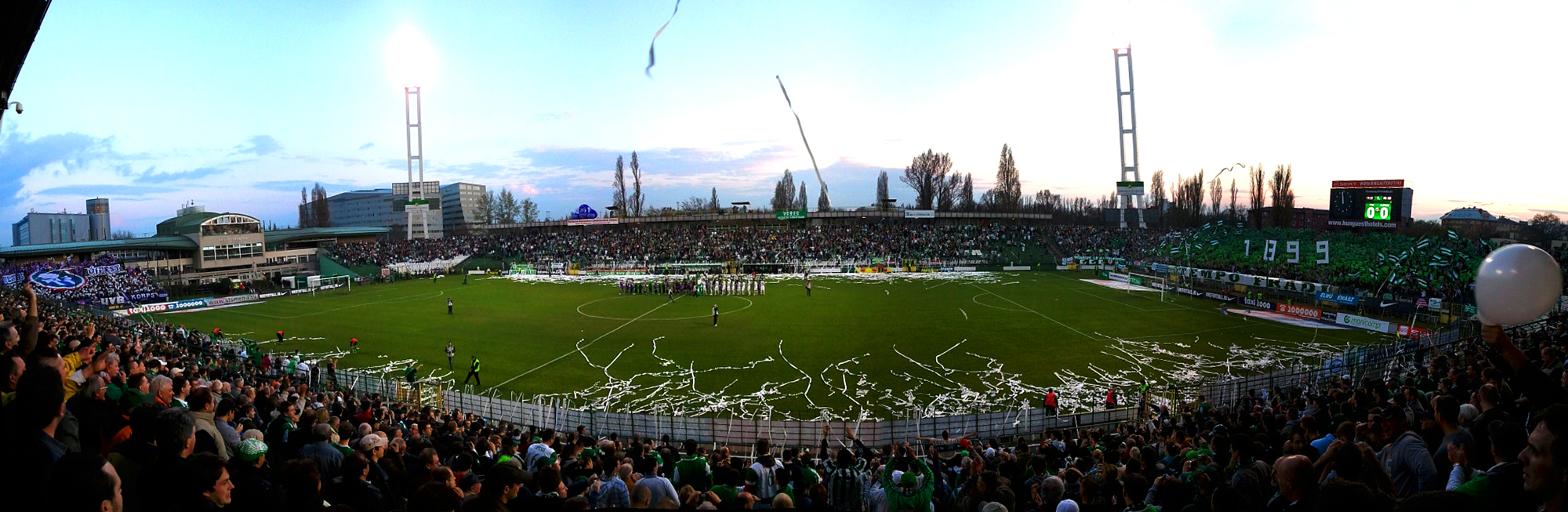
«Стадион Флориан Альберт» 1 апреля 2011 года. матч «ФКФ»-«Уйпешт».

### Второй стадион
В 1971 году трибуны были снесены, и началось строительство нового стадиона. Он был открыт на 75-летие клуба. 19 мая 1974 года первый матч на новом стадионе был сыгран «Ференцварошем» против будапештской команды «Вашаш». Арена вмещала 29 505 зрителей, включая 10 771 сидячих и 18 734 стоячих мест. В 1990-х стадион был переоборудован, чтобы отвечать требованиям УЕФА, после чего его вместимость сократилась до 18 100 мест.
21 декабря 2007 года стадион сменил название в честь легендарного игрока клуба «Ференцварош», обладателя Золотого мяча Флориана Альберта. Сам Флориан Альберт присутствовал на торжественной церемонии.
В сезоне 2008/2009 на стадионе открыли новое табло, так как старое полностью сломалось. Торжественное открытие состоялось в матче с «Бекешчабой».
28 марта 2013 года начался снос стадиона.

## Знаковые матчи

### Первая эра (1911—1971)
| Матч                | Домашняя команда | Счёт | Гостевая команда | Дата       | Соревнование                            |
| ------------------- | ---------------- | ---- | ---------------- | ---------- | --------------------------------------- |
| Первый матч         | «Ференцварош»    | 2:1  | МТК              | 11.02.1911 | Товарищеский матч                       |
| Первый матч УЕФА    | «Ференцварош»    | 2:1  | «Рейнджерс»      | 11.08.1960 | Кубок обладателей кубков УЕФА 1960/1961 |
| Последний матч УЕФА | «Ференцварош»    | 1:1  | «Ливерпуль»      | 29.09.1970 | Кубок ярмарок 1970/1971                 |

### Вторая эра (1974—2013)
| Матч                                            | Домашняя команда | Счёт | Гостевая команда | Дата       | Соревнование                            |
| ----------------------------------------------- | ---------------- | ---- | ---------------- | ---------- | --------------------------------------- |
| Первый матч                                     | «Ференцварош»    | 0:1  | «Вашаш»          | 19.05.1974 | Товарищеский матч                       |
| Первый матч Кубка обладателей кубков УЕФА       | «Ференцварош»    | 2:0  | «Кардифф Сити»   | 18.09.1974 | Кубок обладателей кубков УЕФА 1974/1975 |
| Последний матч Лиги Европы УЕФА                 | «Ференцварош»    | 2:1  | «Олесунн»        | 14.07.2011 | Лига Европы УЕФА 2011/2012              |
| Последний матч Чемпионата Венгрии по футболу    | «Ференцварош»    | 2:1  | «Уйпешт»         | 10.03.2013 | Чемпионат Венгрии по футболу            |
| Последний матч Кубка венгерской лиги по футболу | «Ференцварош»    | 1:0  | «Эгри»           | 23.03.2013 | Кубок венгерской лиги по футболу        |
| Последний матч                                  | «Ференцварош»    | 0:0  | ЧФР (Клуж)       | 24.03.2013 | Товарищеский матч                       |

## Матчи сборной Венгрии, проводившиеся на стадионе

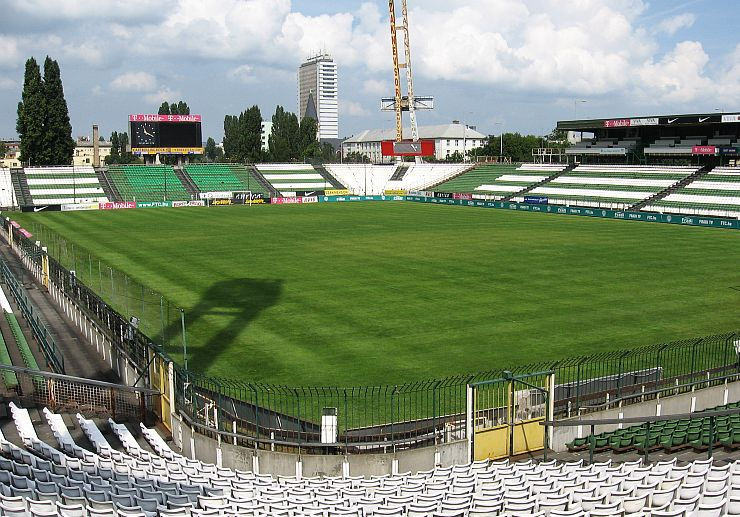
«Стадион Альберт Флориан».

| Дата             | Вид матча               | Соперник             | Счёт | Зрители |
| ---------------- | ----------------------- | -------------------- | ---- | ------- |
| 31 мая 1984      | Товарищеский матч       | Испания              | 1:1  | 10 000  |
| 2 декабря 1987   | Отборочный матч ЧЕ 1988 | Республика Кипр      | 1:0  | 3000    |
| 20 марта 1990    | Товарищеский матч       | США                  | 2:0  | 12 000  |
| 23 сентября 1992 | Товарищеский матч       | Израиль              | 0:0  | 3000    |
| 8 сентября 1993  | Отборочный матч ЧМ 1994 | Россия               | 1:3  | 10 000  |
| 27 октября 1993  | Отборочный матч ЧМ 1994 | Люксембург           | 1:0  | 2000    |
| 10 сентября 1997 | Отборочный матч ЧМ 1998 | Азербайджан          | 3:1  | 10 000  |
| 29 октября 1997  | Отборочный матч ЧМ 1998 | Югославия            | 1:7  | 17 000  |
| 18 ноября 1998   | Товарищеский матч       | Швейцария            | 2:0  | 3000    |
| 10 марта 1999    | Товарищеский матч       | Босния и Герцеговина | 1:1  | 8000    |
| 27 марта 1999    | Отборочный матч ЧЕ 2000 | Лихтенштейн          | 5:0  | 10 000  |
| 18 августа 1999  | Товарищеский матч       | Молдова              | 1:1  | 5000    |
| 8 сентября 1999  | Отборочный матч ЧЕ 2000 | Азербайджан          | 3:0  | 1500    |
| 23 февраля 2000  | Товарищеский матч       | Австралия            | 0:3  | 15 000  |
| 25 апреля 2001   | Товарищеский матч       | Финляндия            | 0:0  | 5500    |
| 20 ноября 2002   | Товарищеский матч       | Молдова              | 1:1  | 6000    |
| 19 ноября 2003   | Товарищеский матч       | Эстония              | 0:1  | 457     |